# Provincia de Ciudad Real
Ciudad Real es una provincia española de la comunidad autónoma de Castilla-La Mancha, con capital en la ciudad homónima de Ciudad Real. Tiene una población de 492 948 habitantes (INE 2024), repartidos en 102 municipios. En el noroeste se alzan los montes de Toledo, mientras que al sur, en la frontera con Andalucía, se levanta Sierra Morena. La zona central y oriental de la provincia, atravesada por el río Guadiana, está ocupada por la llanura manchega.

## Geografía
Su paisaje se define por la Meseta Central, en su mitad meridional; se trata de un perfil llano con pequeños cerros normalmente de poca altitud. Al sur la provincia está delimitada por Sierra Morena, cuyo principal paso hacia la comunidad autónoma de Andalucía se encuentra en Despeñaperros. El norte está delimitado por los montes de Toledo, de escasa altitud. El punto más alto de la provincia se encuentra en el norte, en los límites con la provincia de Toledo, siendo el Pico del Amor, con 1.380 metros.

Con una extensión de 19 813 km² (tercera mayor de España tras Badajoz y Cáceres), limita al norte con Toledo, al noreste con Cuenca, al este con Albacete, al sur con Jaén y Córdoba y al oeste con Badajoz. Tiene un exclave, el municipio de Anchuras, al noroeste de la provincia.
La principal cuenca hidrográfica es la del Guadiana. Este río tiene como nacimiento las lagunas de Ruidera, al este de la provincia, que desaparece y vuelve a reaparecer en las cercanías de la localidad de Villarrubia de los Ojos. Algunos de sus afluentes en la provincia son los ríos Cigüela, Záncara, Azuer, Jabalón y Bullaque.
El clima de la provincia es mediterráneo continentalizado, con una de las mayores oscilaciones térmicas de la península ibérica. Esto provoca inviernos fríos y veranos muy calurosos y secos.
Los límites de la provincia de Ciudad Real son prácticamente los de la antigua provincia de La Mancha, que tenía por capital Ciudad Real y de la que se excluían los Montes de Toledo.

## Comarcas
La provincia se puede dividir en comarcas y subcomarcas. La antigua comarca de La Mancha ciudadrealeña comprendía las subcomarcas de: Campo de Calatrava (de la Orden homónima), en el centro; al suroeste, el Valle de Alcudia; y al este, el Campo de Montiel. Otras comarcas eran: al noroeste, los Montes de Toledo; en el sureste, Sierra Morena; y al nordeste, la comarca del Campo de San Juan, porque era de la Orden de San Juan de Jerusalén.

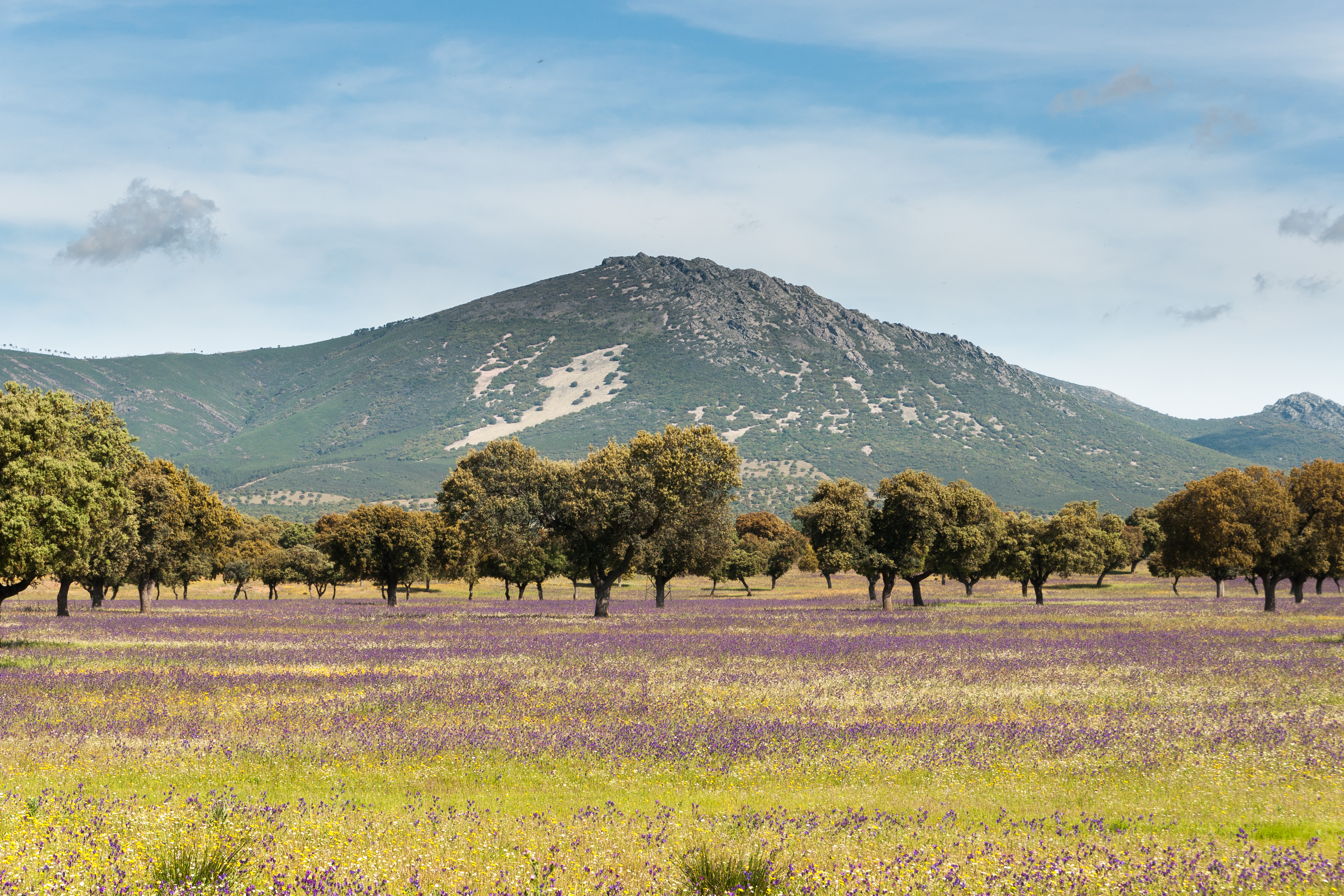
Los Montes de Toledo ocupan el noroeste de la provincia

La provincia de Ciudad Real era dominada por tres órdenes militares (Santiago, Calatrava y San Juan del Hospital), entre las cuales era de suponer las sucesivas rencillas y reticencias en sus marcos de influencia. Esto tal vez explique la posible discriminación a la Orden de San Juan (principalmente con claros objetivos logísticos u hospitalarios de retaguardia), para pertenecer a la antigua provincia de La Mancha, por pérdida de su influencia política frente a las otras dos órdenes más poderosas del momento.
La Diputación Provincial de Ciudad Real utiliza una división comarcal, también en textos oficiales, en la que divide la provincia en seis comarcas: Alcudia, Calatrava, La Mancha, Montes, Montiel y Sierra Morena.

## Demografía
La población en 2024 ascendía a 492 948 habitantes, con una densidad de 24,88 hab/km², muy inferior a la media de España (96,1 hab/km²). La mayor parte de la población se concentra en la Meseta Central, zona que cruza el río Guadiana, mientras que las zonas de Sierra Morena, al sur, y los Montes de Toledo, al noroeste, Las Albarizas se encuentran bastante despobladas.
Si se observa el crecimiento de los municipios de la provincia en los últimos veinte años se aprecia cómo precisamente las zonas de las sierras pierden población mientras que la meseta mantiene su población, creciendo sobre todo en la ciudad de Ciudad Real y su área de influencia.
La provincia de Ciudad Real es la 46.ª de España, de un total de cincuenta, en porcentaje de habitantes concentrados en su capital (15,25 %, frente a 31,85 % del conjunto de España).

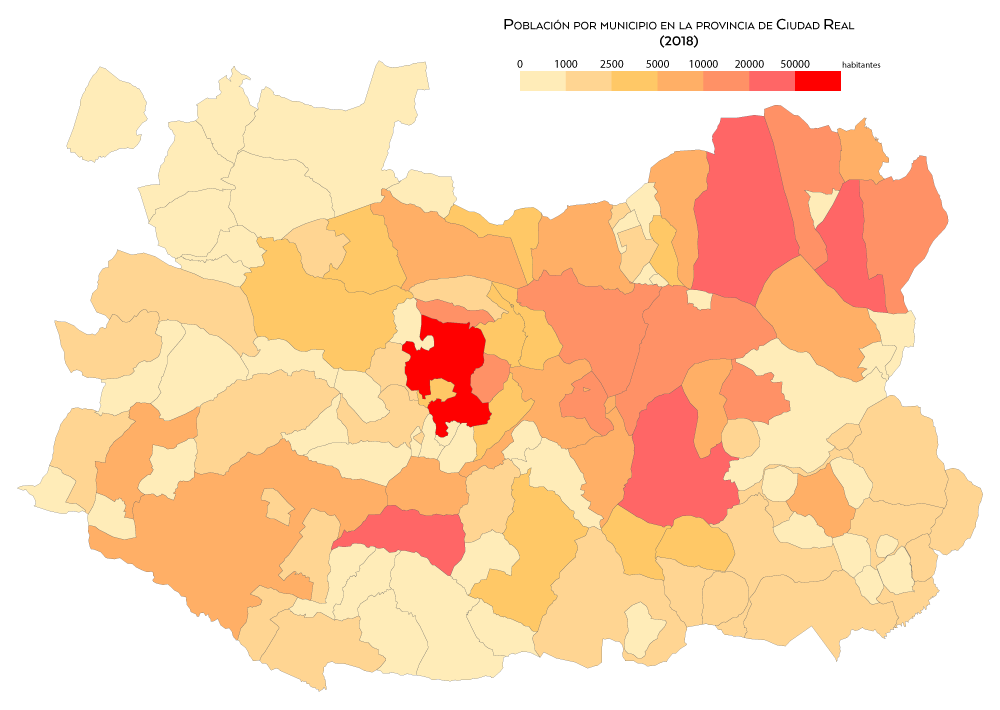
Población por municipio en 2018
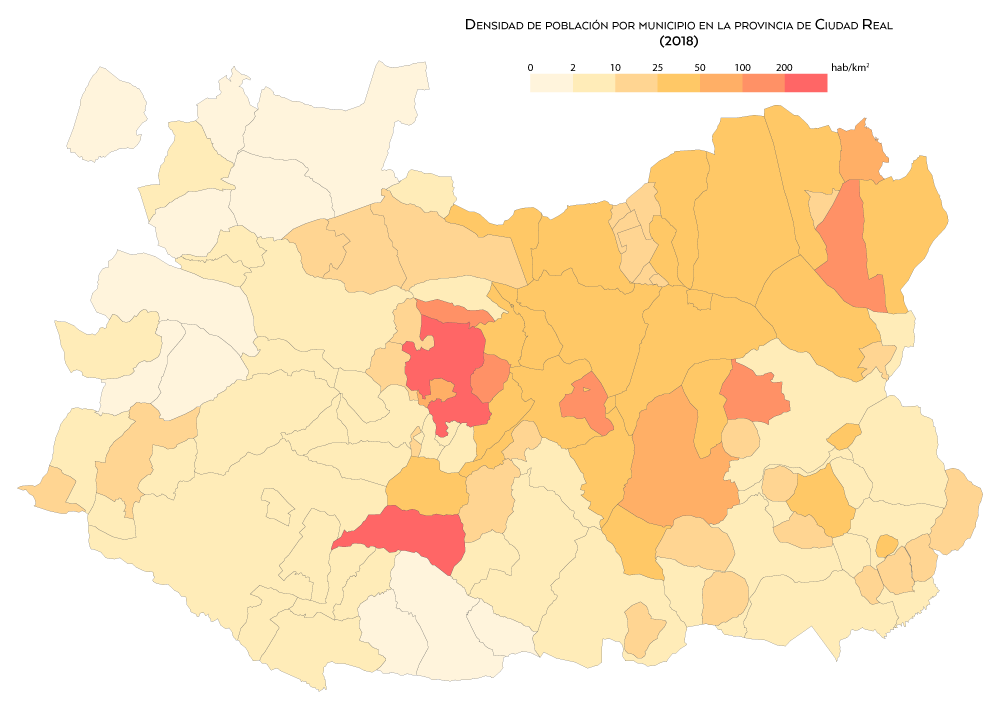
Densidad de población por municipio en 2018
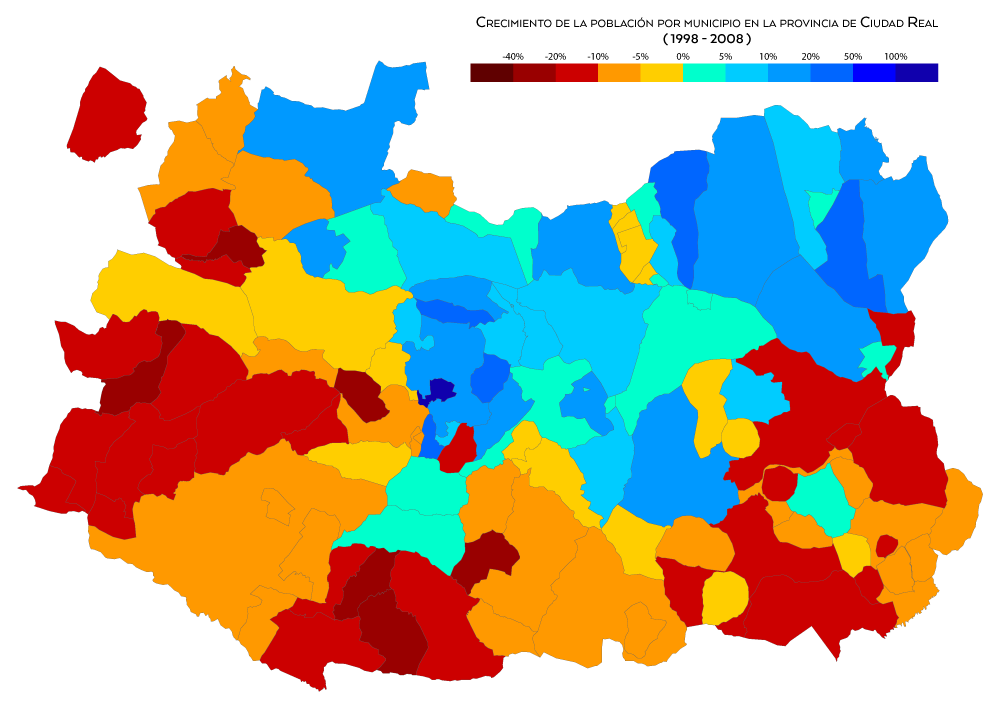
Crecimiento de la población por municipio entre 1998 y 2008
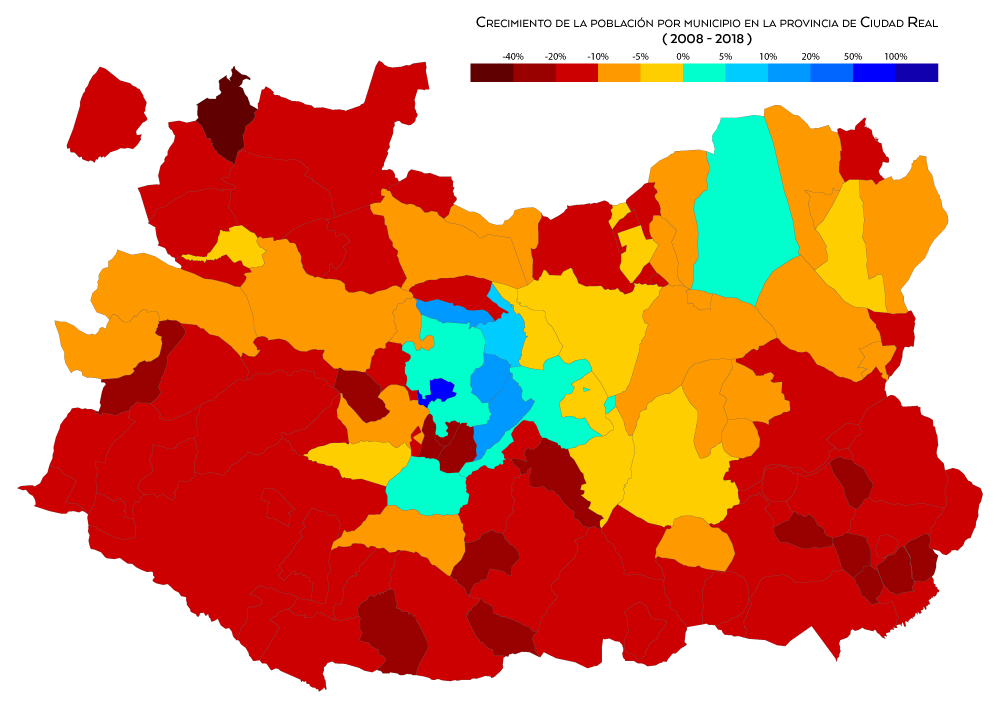
Crecimiento de la población por municipio entre 2008 y 2018

### Evolución demográfica
| Gráfica de evolución demográfica de la provincia de Ciudad Real entre 1960 y 2020                                                             |
| |
| Población según el padrón municipal de 2020 del INE. Fuente: Instituto Nacional de Estadística de España - Elaboración gráfica por Wikipedia. |

## Comunicaciones

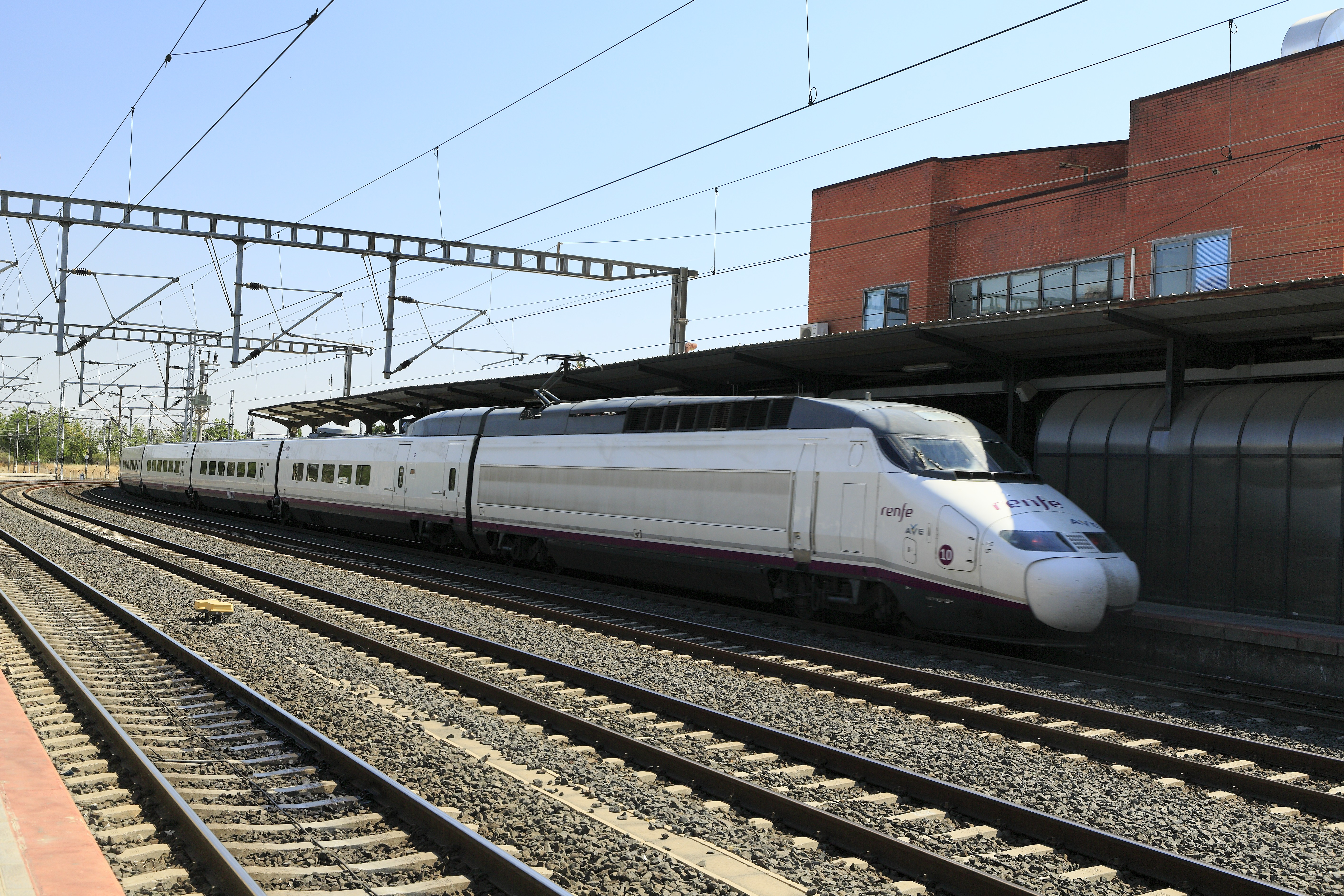
La línea de alta velocidad Madrid-Sevilla atraviesa la provincia de norte a sur, con paradas en las localidades de Ciudad Real y Puertollano

La provincia se encuentra en el camino de Toledo a Andalucía, la principal vía de comunicación de España durante prácticamente toda su historia, por lo que el transporte nunca ha sido un problema en Ciudad Real. La autovía A-4 atraviesa de norte a sur la provincia entre Puerto Lápice y Almuradiel en su trayecto desde Madrid hasta Andalucía. La capital, Puertollano y otras localidades están unidos a esta autovía a través de las autovías A-43 y A-41. El noreste de la provincia está también comunicado a través de la autovía de los Viñedos.
El recorrido de la Alta Velocidad Española (AVE) tiene paradas en las localidades de Ciudad Real y Puertollano.
La inauguración a finales de 2008 del aeropuerto de Ciudad Real ha dotado a la provincia de comunicación aérea.

## Organización política

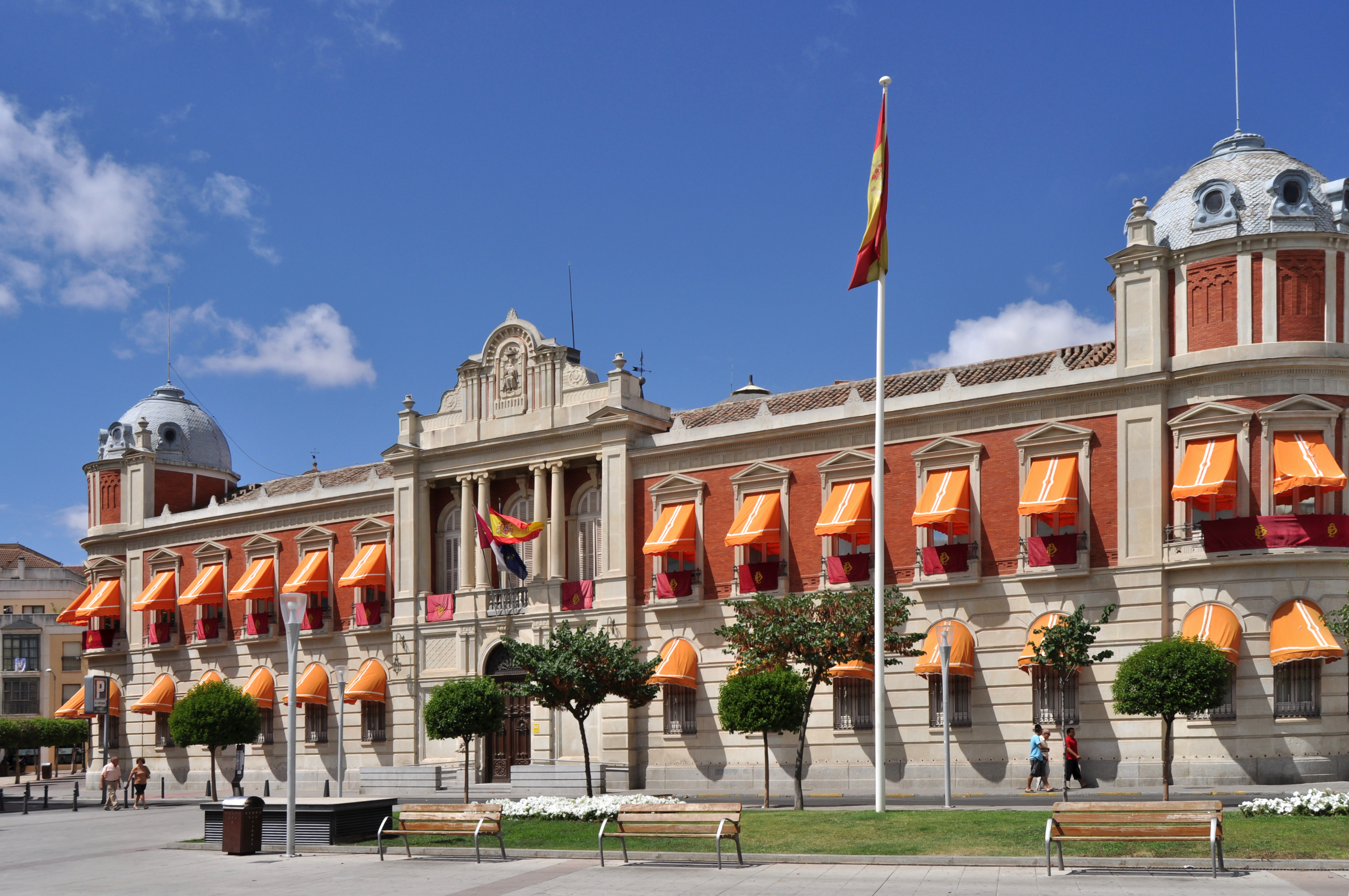
Sede de la Diputación Provincial de Ciudad Real, en la capital provincial

La máxima representación política estrictamente provincial es la Diputación Provincial de Ciudad Real, presidida desde 2023 por Miguel Ángel Valverde Menchero (PP). La sede de la Diputación se encuentra en la capital de la provincia. El Gobierno central está representado por el subdelegado del Gobierno, mientras que el gobierno regional, la Junta de Comunidades de Castilla-La Mancha, lo está a través del delegado de la Junta.
La provincia conforma una circunscripción electoral tanto para el Congreso de los Diputados como para el Senado . También conforma un distrito electoral para las Cortes de Castilla-La Mancha eligiendo a 7 diputados.
| Cortes Generales |          |        |
| Partido          | Congreso | Senado |
| PP               | 2        | 3      |
| PSOE             | 2        | 1      |
| Vox              | 1        |        |
| Total            | 5        | 4      |

Judicialmente, la provincia está dividida en diez partidos: Alcázar de San Juan, Ciudad Real, Daimiel, Manzanares, Valdepeñas, Villanueva de los Infantes, Puertollano, Tomelloso, Almagro y Almadén.